# Anna Larionova
Anna Nikolaevna Larionova (in russo Анна Николаевна Ларионова?; Leningrado, 3 giugno 1975) è un'ex sciatrice alpina russa.

## Biografia
Specialista delle prove veloci, la Larionova debuttò in campo internazionale in occasione della discesa libera di Coppa del Mondo disputata il 2 dicembre 1994 a Vail (57ª); nel massimo circuito internazionale ottenne il miglior piazzamento il 1º febbraio 1997 a Laax nella medesima specialità (21ª), mentre in Coppa Europa conquistò tre vittorie, tutte in discesa libera nel 1997: la prima l'8 gennaio a Tignes, l'ultima l'8 febbraio a Sankt Moritz. Ai Mondiali di Sestriere 1997, sua unica presenza iridata, si classificò 27ª nella discesa libera, 33ª nel supergigante e 17ª nella combinata; nel 1998 conquistò l'ultimo podio in Coppa Europa, il 5 gennaio a Tignes in discesa libera (3ª), prese per l'ultima volta il via in Coppa del Mondo, il 31 gennaio a Åre nella medesima specialità (40ª), e partecipò ai XVIII Giochi olimpici invernali di Nagano 1998, sua unica presenza olimpica, dove si piazzò 32ª nella discesa libera e 33ª nel supergigante. Si ritirò al termine di quella stessa stagione 1997-1998 e la sua ultima gara fu lo slalom speciale dei Campionati russi 1998, disputato il 3 aprile a Šeregeš e chiuso dalla Larionova al 13º posto.

## Palmarès

### Coppa del Mondo
- Miglior piazzamento in classifica generale: 103ª nel 1997

### Coppa Europa
- Miglior piazzamento in classifica generale: 7ª nel 1997
- 6 podi:
  - 3 vittorie
  - 1 secondo posto
  - 2 terzi posti

#### Coppa Europa - vittorie
| Data            | Località     | Paese    | Specialità |
| --------------- | ------------ | -------- | ---------- |
| 8 gennaio 1997  | Tignes       | Francia  | DH         |
| 14 gennaio 1997 | Pra Loup     | Francia  | DH         |
| 8 febbraio 1997 | Sankt Moritz | Svizzera | DH         |

Legenda:

DH = discesa libera

### Campionati russi
- 8 medaglie (dati dalla stagione 1994-1995):
  - 3 argenti (discesa libera, slalom gigante nel 1996; slalom gigante nel 1997)
  - 5 bronzi (supergigante, slalom speciale nel 1996; discesa libera, supergigante nel 1997; slalom gigante nel 1998)